# Châtillon-Coligny
Châtillon-Coligny là một xã trong tỉnh Loiret, thuộc vùng hành chính Centre-Val de Loire của nước Pháp, có dân số là 1939 người (thời điểm 2004).